# قائمة البعثات الدبلوماسية في جمهورية الكونغو الديمقراطية

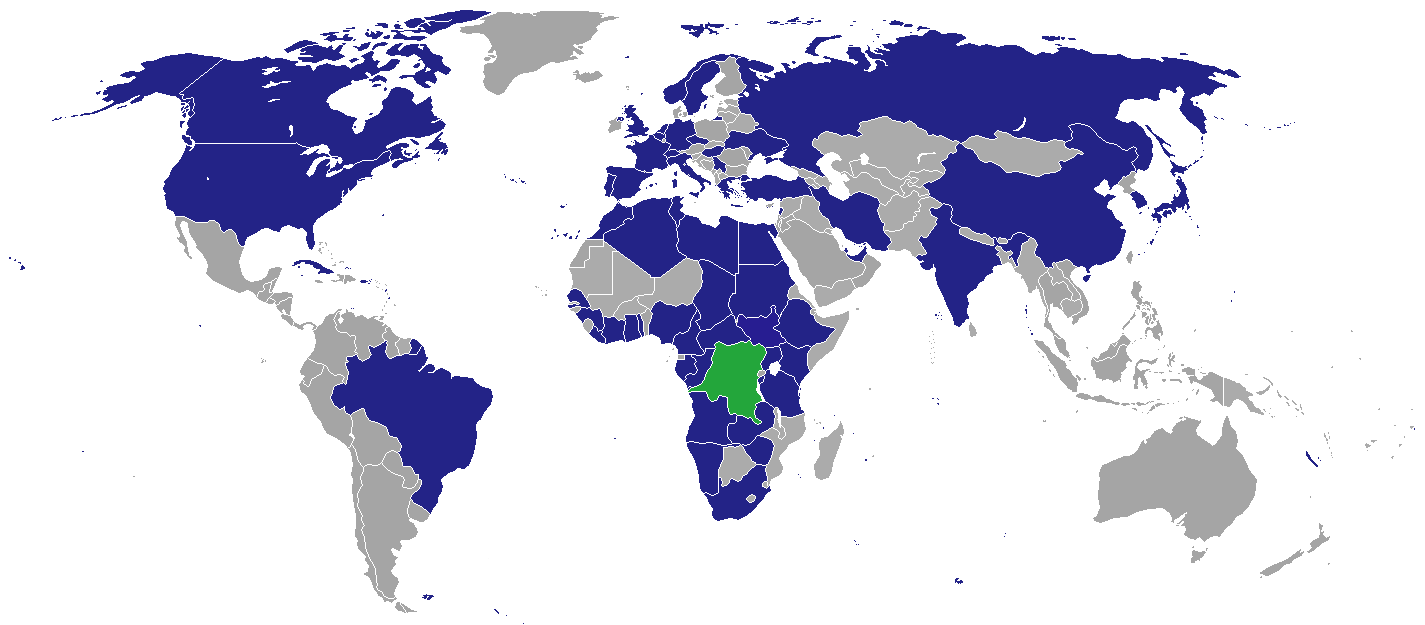
خريطة البعثات الدبلوماسية في جمهورية الكونغو الديمقراطية

ءهذه قائمة بالبعثات الدبلوماسية في جمهورية الكونغو الديمقراطية، والمعروفة أيضًا باسم الكونغو كينشاسا. يوجد حاليًا 57 سفارة في كينشاسا (لا تشمل القنصليات الفخرية)

## البعثات الدبلوماسية فيكينشاسا

### السفارات
- الجزائر
- أنغولا
- بلجيكا
- البرازيل
- بوروندي
- الكاميرون
- كندا
- جمهورية أفريقيا الوسطى
- تشاد
- الصين
- جمهورية الكونغو
- كوبا
- مصر
- فرنسا
- الغابون
- ألمانيا
- غانا
- اليونان
- غينيا
- الكرسي الرسولي
- الهند
- إيران
- إيطاليا
- ساحل العاج
- اليابان
- كينيا
- لبنان
- ليبيا
- المغرب
- ناميبيا
- هولندا
- نيجيريا
- كوريا الشمالية
- النرويج [1]
- البرتغال
- روسيا
- رواندا
- السنغال
- صربيا
- جنوب أفريقيا
- كوريا الجنوبية
- جنوب السودان
- فرسان مالطا
- أسبانيا
- السودان
- السويد
- سويسرا
- تنزانيا
- توغو
- تونس
- تركيا
- أوغندا
- المملكة المتحدة
- الولايات المتحدة
- زامبيا
- زيمبابوي}

### بعثات أو وفود أخرى
- الاتحاد الأوروبي (وفد)

## البعثات القنصلية

### لوبومباشي
- أنغولا (القنصلية العامة)[2]
- بلجيكا (القنصلية العامة)[3]
- جنوب أفريقيا (القنصلية العامة)[4]
- زامبيا (القنصلية العامة)[5]
- زمبابوي (قنصلية)[6]

### ماتادي
- أنغولا (القنصلية العامة)[7]

## السفارات غير المقيمة المعتمدة لدى الكونغو كينشاسا
مقيم في لواندا، أنغولا:
- إسرائيل[8]
- بولندا[9]
- رومانيا[10]
- فيتنام

مقيم في نيروبي، كينيا:
- الأرجنتين[11]
- النمسا[12]
- كولومبيا[13]
- إندونيسيا
- الفلبين
- سلوفاكيا
- تايلاند

مقيم في مدن أخرى:
- أستراليا (هراري)[14]
- بوتسوانا (لوساكا)[15]
- تشيلي (نيويورك)[16]
- كرواتيا (باريس)[17]
- التشيك (أبوجا)[18]
- دنمارك (كامبالا)[19]
- إسواتيني (مابوتو)[20]
- فنلندا (لوساكا)[21]
- إيرلندا (دار السلام (تنزانيا))[22]
- ليسوتو (بريتوريا)[23]
- مالي (ليبرفيل)[24]
- ماليزيا (ويندهوك)
- المكسيك (أديس أبابا)[25]
- باراغواي (بريتوريا)[26]
- المملكة العربية السعودية (كمبالا)[27]
- سيراليون (أبوجا)
- ترينيداد وتوباغو (أبوجا)[28]
- الإمارات العربية المتحدة (كيغالي)
- أوروجواي (بريتوريا)
- فنزويلا(برازافيل)[29]